# BAFTA de melhor filme britânico
O BAFTA de Melhor Filme Britânico (no original, em inglês: BAFTA Award for Outstanding British Film) é um dos prêmios atribuídos ao melhor filme britânico do ano. O prêmio era, anteriormente, nomeado de Alexander Korda Award for Best Film, em homenagem ao produtor cinematográfico britânico Alexander Korda.
Para estar elegível nesta categoria, o filme deve "ter envolvimento criativo significativo dos indivíduos britânicos", incluindo os que são residentes permanentes do Reino Unido por dez anos ou mais. Os candidatos incluem o diretor, roteirista e cerca de três produtores; se nenhum dos componentes forem britânicos, o filme será elegível em circunstâncias excepcionais.

## Vencedores e indicados

### Década de 1950
| Ano  | Filme                         | Diretor(es)                          |
| ---- | ----------------------------- | ------------------------------------ |
| 1951 | The Blue Lamp                 | Basil Dearden                        |
| 1951 | Chance of a Lifetime          | Bernard Miles                        |
| 1951 | Morning Departure             | Roy Ward Baker                       |
| 1951 | Seven Days to Noon            | John Boulting, Roy Boulting          |
| 1951 | State Secret                  | Sidney Gilliat                       |
| 1951 | The Wooden Horse              | Jack Lee                             |
| 1952 | The Lavender Hill Mob         | Charles Crichton                     |
| 1952 | The Browning Version          | Anthony Asquith                      |
| 1952 | The Magic Box                 | John Boulting                        |
| 1952 | The Magic Garden              | Donald Swanson                       |
| 1952 | The Man in the White Suit     | Alexander Mackendrick                |
| 1952 | No Resting Place              | Paul Rotha                           |
| 1952 | Never Take No for an Answer   | Maurice Cloche, Ralph Smart          |
| 1952 | White Corridors               | Pat Jackson                          |
| 1953 | The Sound Barrier             | David Lean                           |
| 1953 | The African Queen             | John Huston                          |
| 1953 | Angels One Five               | George More O'Ferrall                |
| 1953 | Cry, the Beloved Country      | Zoltán Korda                         |
| 1953 | Mandy                         | Alexander Mackendrick, Fred F. Sears |
| 1953 | Outcast of the Islands        | Carol Reed                           |
| 1953 | The River                     | Jean Renoir                          |
| 1954 | Genevieve                     | Henry Cornelius                      |
| 1954 | The Cruel Sea                 | Charles Frend                        |
| 1954 | The Heart of the Matter       | George More O'Ferrall                |
| 1954 | The Kidnappers                | Philip Leacock                       |
| 1954 | Moulin Rouge                  | John Huston                          |
| 1955 | Hobson's Choice               | David Lean                           |
| 1955 | Carrington V.C.               | Anthony Asquith                      |
| 1955 | The Divided Heart             | Charles Crichton                     |
| 1955 | Doctor in the House           | Ralph Thomas                         |
| 1955 | For Better, for Worse         | J. Lee Thompson                      |
| 1955 | The Maggie                    | Alexander Mackendrick                |
| 1955 | The Purple Plain              | Robert Parrish                       |
| 1955 | The Young Lovers              | Anthony Asquith                      |
| 1955 | Romeo and Juliet              | Renato Castellani                    |
| 1956 | Richard III                   | Laurence Olivier                     |
| 1956 | The Colditz Story             | Guy Hamilton                         |
| 1956 | The Dam Busters               | Michael Anderson                     |
| 1956 | The Ladykillers               | Alexander Mackendrick                |
| 1956 | The Night My Number Came Up   | Leslie Norman                        |
| 1956 | The Prisoner                  | Peter Glenville                      |
| 1956 | Simba                         | Brian Desmond Hurst                  |
| 1957 | Reach for the Sky             | Lewis Gilbert                        |
| 1957 | The Battle of the River Plate | Michael Powell, Emeric Pressburger   |
| 1957 | The Man Who Never Was         | Ronald Neame                         |
| 1957 | A Town Like Alice             | Jack Lee                             |
| 1957 | Yield to the Night            | J. Lee Thompson                      |
| 1958 | The Bridge on the River Kwai  | David Lean                           |
| 1958 | The Prince and the Showgirl   | Laurence Olivier                     |
| 1958 | The Shiralee                  | Leslie Norman                        |
| 1958 | Windom's Way                  | Ronald Neame                         |
| 1959 | Room at the Top               | Jack Clayton                         |
| 1959 | Ice Cold in Alex              | J. Lee Thompson                      |
| 1959 | Indiscreet                    | Stanley Donen                        |
| 1959 | Orders to Kill                | Anthony Asquith                      |
| 1959 | Sea of Sand                   | Guy Green                            |
| 1960 | Sapphire                      | Basil Dearden                        |
| 1960 | Look Back in Anger            | Tony Richardson                      |
| 1960 | North West Frontier           | J. Lee Thompson                      |
| 1960 | Tiger Bay                     | J. Lee Thompson                      |
| 1960 | Yesterday's Enemy             | Val Guest                            |

### Década de 1960
| Ano  | Filme                                                                | Diretor                |
| ---- | -------------------------------------------------------------------- | ---------------------- |
| 1961 | Saturday Night and Sunday Morning                                    | Karel Reisz            |
| 1961 | The Angry Silence                                                    | Guy Green              |
| 1961 | The Trials of Oscar Wilde                                            | Ken Hughes             |
| 1961 | Tunes of Glory                                                       | Ronald Neame           |
| 1962 | A Taste of Honey                                                     | Tony Richardson        |
| 1962 | The Innocents                                                        | Jack Clayton           |
| 1962 | The Long and the Short and the Tall                                  | Leslie Norman          |
| 1962 | The Sundowners                                                       | Fred Zinnemann         |
| 1962 | Whistle Down the Wind                                                | Bryan Forbes           |
| 1963 | Lawrence of Arabia                                                   | David Lean             |
| 1963 | Billy Budd                                                           | Peter Ustinov          |
| 1963 | A Kind of Loving                                                     | John Schlesinger       |
| 1963 | The L-Shaped Room                                                    | Bryan Forbes           |
| 1963 | Only Two Can Play                                                    | Sidney Gilliat         |
| 1964 | Tom Jones                                                            | Tony Richardson        |
| 1964 | Billy Liar                                                           | John Schlesinger       |
| 1964 | The Servant                                                          | Joseph Losey           |
| 1964 | This Sporting Life                                                   | Lindsay Anderson       |
| 1965 | Dr. Strangelove or: How I Learned to Stop Worrying and Love the Bomb | Stanley Kubrick        |
| 1965 | Becket                                                               | Peter Glenville        |
| 1965 | The Pumpkin Eater                                                    | Jack Clayton           |
| 1965 | The Train                                                            | John Frankenheimer     |
| 1966 | The Ipcress File                                                     | Sidney J. Furie        |
| 1966 | Darling                                                              | John Schlesinger       |
| 1966 | The Hill                                                             | Sidney Lumet           |
| 1966 | The Knack ...and How to Get It                                       | Richard Lester         |
| 1967 | The Spy Who Came in from the Cold                                    | Martin Ritt            |
| 1967 | Alfie                                                                | Lewis Gilbert          |
| 1967 | Georgy Girl                                                          | Silvio Narizzano       |
| 1967 | Morgan: A Suitable Case for Treatment                                | Karel Reisz            |
| 1968 | A Man for All Seasons                                                | Fred Zinnemann         |
| 1968 | Accident                                                             | Joseph Losey           |
| 1968 | Blow-Up                                                              | Michelangelo Antonioni |
| 1968 | The Deadly Affair                                                    | Sidney Lumet           |

### Década de 1990
| Ano                                 | Filme                | Realizador(es)                                        | Produtor(es) |
| ----------------------------------- | -------------------- | ----------------------------------------------------- | ------------ |
| 1993                                |                      |                                                       |              |
| The Crying Game                     | Neil Jordan          | Stephen Woolley                                       |              |
| 1994                                |                      |                                                       |              |
| Shadowlands                         | Richard Attenborough | Brian Eastman                                         |              |
| Tom & Viv                           | Brian Gilbert        | Marc Samuelson, Harvey Kass, Peter Samuelson          |              |
| Naked                               | Mike Leigh           | Simon Channing Williams                               |              |
| Raining Stones                      | Ken Loach            | Sally Hibbin                                          |              |
| 1995                                |                      |                                                       |              |
| Shallow Grave                       | Danny Boyle          | Andrew Macdonald                                      |              |
| Backbeat                            | Iain Softley         | Finola Dwyer, Stephen Wooley                          |              |
| Bhaji on the Beach                  | Gurinder Chadha      | Nadine Marsh-Edwards                                  |              |
| Priest                              | Antonia Bird         | George Faber, Josephine Ward                          |              |
| 1996                                |                      |                                                       |              |
| The Madness of King George          | Nicholas Hytner      | Stephen Evans, David Parfitt                          |              |
| Carrington                          | Christopher Hampton  | Ronald Shedlo, John McGrath                           |              |
| Trainspotting                       | Danny Boyle          | Andrew Macdonald                                      |              |
| Land and Freedom                    | Ken Loach            | Rebecca O'Brien                                       |              |
| 1997                                |                      |                                                       |              |
| Secrets & Lies                      | Mike Leigh           | Simon Channing Williams                               |              |
| Richard III                         | Richard Loncraine    | Lisa Katselas Paré, Stephen Bayly                     |              |
| Brassed Off                         | Mark Herman          | Steve Abbott                                          |              |
| Carla's Song                        | Ken Loach            | Sally Hibbin                                          |              |
| 1998                                |                      |                                                       |              |
| Nil by Mouth                        | Gary Oldman          | Luc Besson, Douglas Urbanski, Gary Oldman             |              |
| The Full Monty                      | Peter Cattaneo       | Uberto Pasolini                                       |              |
| Mrs Brown                           | John Madden          | Sarah Curtis                                          |              |
| Regeneration                        | Gillies MacKinnon    | Allan Scott, Peter R. Simpson                         |              |
| The Borrowers                       | Peter Hewitt         | Tim Bevan, Eric Fellner, Rachel Talalay               |              |
| Twenty Four Seven                   | Shane Meadows        | Imogen West                                           |              |
| 1999                                |                      |                                                       |              |
| Elizabeth                           | Shekhar Kapur        | Alison Owen, Eric Fellner, Tim Bevan                  |              |
| Hilary and Jackie                   | Anand Tucker         | Andy Paterson, Nicolas Kent                           |              |
| Little Voice                        | Mark Herman          | Elizabeth Karlsen                                     |              |
| Lock, Stock and Two Smoking Barrels | Guy Ritchie          | Matthew Vaughn                                        |              |
| Sliding Doors                       | Peter Howitt         | Sydney Pollack, Philippa Braithwaite, William Horberg |              |
| My Name Is Joe                      | Ken Loach            | Rebecca O'Brien                                       |              |

### Década de 2000
| Year                                           | Ano                  | Realizador(es)                                                                              | Produtor(es) |
| ---------------------------------------------- | -------------------- | ------------------------------------------------------------------------------------------- | ------------ |
| 2000                                           |                      |                                                                                             |              |
| East Is East                                   | Damien O'Donnell     | Leslee Udwin                                                                                |              |
| Notting Hill                                   | Roger Michell        | Duncan Kenworthy                                                                            |              |
| Topsy-Turvy                                    | Mike Leigh           | Simon Channing Williams                                                                     |              |
| Wonderland                                     | Michael Winterbottom | Michele Camarda, Andrew Eaton                                                               |              |
| Ratcatcher                                     | Lynne Ramsay         | Gavin Emerson                                                                               |              |
| Onegin                                         | Martha Fiennes       | Ileen Maisel, Simon Bosanquet                                                               |              |
| 2001                                           |                      |                                                                                             |              |
| Billy Elliot                                   | Stephen Daldry       | Greg Brenman, Jon Finn                                                                      |              |
| Chicken Run                                    | Nick Park            | Peter Lord, David Sproxton                                                                  |              |
| Sexy Beast                                     | Jonathan Glazer      | Jeremy Thomas                                                                               |              |
| Last Resort                                    | Paweł Pawlikowski    | Ruth Caleb                                                                                  |              |
| The House of Mirth                             | Terence Davies       | Olivia Stewart                                                                              |              |
| 2002                                           |                      |                                                                                             |              |
| Gosford Park                                   | Robert Altman        | Bob Balaban, David Levy                                                                     |              |
| Bridget Jones's Diary                          | Sharon Maguire       | Tim Bevan, Eric Fellner, Jonathan Cavendish                                                 |              |
| Harry Potter and the Philosopher's Stone       | Chris Columbus       | David Heyman                                                                                |              |
| Iris                                           | Richard Eyre         | Robert Fox, Scott Rudin                                                                     |              |
| Me Without You                                 | Sandra Goldbacher    | Finola Dwyer                                                                                |              |
| 2003                                           |                      |                                                                                             |              |
| The Warrior                                    | Asif Kapadia         | Bertrand Faivre                                                                             |              |
| The Hours                                      | Stephen Daldry       | Scott Rudin, Robert Fox                                                                     |              |
| Dirty Pretty Things                            | Stephen Frears       | Tracey Seaward, Robert Jones                                                                |              |
| Bend It Like Beckham                           | Gurinder Chadha      | Deepak Nayar                                                                                |              |
| The Magdalene Sisters                          | Peter Mullan         | Frances Higson                                                                              |              |
| 2004                                           |                      |                                                                                             |              |
| Touching the Void                              | Kevin Macdonald      | John Smithson                                                                               |              |
| Cold Mountain                                  | Anthony Minghella    | Sydney Pollack, William Horberg, Albert Berger, Ron Yerxa                                   |              |
| Girl with a Pearl Earring                      | Peter Webber         | Anand Tucker, Andy Paterson                                                                 |              |
| Love Actually                                  | Richard Curtis       | Duncan Kenworthy, Tim Bevan, Eric Fellner                                                   |              |
| In This World                                  | Michael Winterbottom | Andrew Eaton, Anita Overland                                                                |              |
| 2005                                           |                      |                                                                                             |              |
| My Summer of Love                              | Paweł Pawlikowski    | Tanya Seghatchian, Chris Collins                                                            |              |
| Vera Drake                                     | Mike Leigh           | Simon Channing Williams, Alain Sarde                                                        |              |
| Harry Potter and the Prisoner of Azkaban       | Alfonso Cuarón       | David Heyman, Chris Columbus, Mark Radcliffe                                                |              |
| Shaun of the Dead                              | Edgar Wright         | Nira Park                                                                                   |              |
| Dead Man's Shoes                               | Shane Meadows        | Mark Herbert                                                                                |              |
| 2006                                           |                      |                                                                                             |              |
| Wallace & Gromit: The Curse of the Were-Rabbit | Nick Park, Steve Box | Claire Jennings, David Sproxton, Bob Baker, Mark Burton                                     |              |
| The Constant Gardener                          | Fernando Meirelles   | Simon Channing Williams, Jeffrey Caine                                                      |              |
| Pride & Prejudice                              | Joe Wright           | Tim Bevan, Eric Fellner, Paul Webster, Deborah Moggach                                      |              |
| A Cock and Bull Story                          | Michael Winterbottom | Andrew Eaton, Martin Hardy                                                                  |              |
| Festival                                       | Annie Griffin        | Christopher Young                                                                           |              |
| 2007                                           |                      |                                                                                             |              |
| The Last King of Scotland                      | Kevin Macdonald      | Andrea Calderwood, Lisa Bryer, Charles Steel, Peter Morgan, Jeremy Brock                    |              |
| The Queen                                      | Stephen Frears       | Tracey Seaward, Christine Langan, Andy Harries, Peter Morgan                                |              |
| Casino Royale                                  | Martin Campbell      | Michael G. Wilson, Barbara Broccoli, Robert Wade, Paul Haggis, Neal Purvis                  |              |
| United 93                                      | Paul Greengrass      | Tim Bevan, Lloyd Levin                                                                      |              |
| Notes on a Scandal                             | Richard Eyre         | Scott Rudin, Robert Fox, Patrick Marber                                                     |              |
| 2008                                           |                      |                                                                                             |              |
| This Is England                                | Shane Meadows        | Mark Herbert                                                                                |              |
| Atonement                                      | Joe Wright           | Tim Bevan, Eric Fellner, Paul Webster, Christopher Hampton                                  |              |
| The Bourne Ultimatum                           | Paul Greengrass      | Patrick Crowley, Frank Marshall, Paul L. Sandberg, Tony Scott, Scott Z. Burns, George Nolfi |              |
| Control                                        | Anton Corbijn        | Orian Williams, Todd Eckert, Matt Greenhalgh                                                |              |
| Eastern Promises                               | David Cronenberg     | Paul Webster, Robert Lantos, Steven Knight                                                  |              |
| 2009                                           |                      |                                                                                             |              |
| Man on Wire                                    | James Marsh          | Simon Chinn                                                                                 |              |
| Hunger                                         | Steve McQueen        | Laura Hastings-Smith, Robin Gutch, Enda Walsh                                               |              |
| In Bruges                                      | Martin McDonagh      | Graham Broadbent, Peter Czernin                                                             |              |
| Mamma Mia!                                     | Phyllida Lloyd       | Judy Craymer, Gary Goetzman, Catherine Johnson                                              |              |
| Slumdog Millionaire                            | Danny Boyle          | Christian Colson, Simon Beaufoy                                                             |              |

### Década de 2010
| Ano                                       | Filme                          | Realizador(es) | Produtores |
| ----------------------------------------- | ------------------------------ | --- | ---------- |
| 2010                                      |                                | |            |
| Fish Tank                                 | Andrea Arnold                  | Kees Kasander, Nick Laws |            |
| An Education                              | Lone Scherfig                  | Finola Dwyer, Amanda Posey, Nick Hornby                                                                                                 |            |
| In the Loop                               | Armando Iannucci               | Kevin Loader, Adam Tandy, Jesse Armstrong, Simon Blackwell, Tony Roche                                                                  |            |
| Moon                                      | Duncan Jones                   | Stuart Fenegan, Trudie Styler, Nathan Parker                                                                                            |            |
| Nowhere Boy                               | Sam Taylor-Wood                | Kevin Loader, Douglas Rae, Robert Bernstein, Matt Greenhalgh                                                                            |            |
| 2011                                      |                                | |            |
| The King's Speech                         | Tom Hooper                     | Iain Canning, Emile Sherman, David Seidler, Gareth Unwin                                                                                |            |
| 127 Hours                                 | Danny Boyle                    | Simon Beaufoy, Christian Colson, John Smithson                                                                                          |            |
| Another Year                              | Mike Leigh                     | Georgina Lowe |            |
| Four Lions                                | Chris Morris                   | Jesse Armstrong, Sam Bain, Mark Herbert, Derrin Schlesinger                                                                             |            |
| Made in Dagenham                          | Nigel Cole                     | William Ivory, Stephen Woolley, Elizabeth Karlsen                                                                                       |            |
| 2012                                      |                                | |            |
| Tinker Tailor Soldier Spy                 | Tomas Alfredson                | Tim Bevan, Eric Fellner, Bridget O'Connor, Peter Straughan, Robyn Slovo                                                                 |            |
| My Week with Marilyn                      | Simon Curtis                   | Adrian Hodges, David Parfitt, Harvey Weinstein                                                                                          |            |
| Senna                                     | Asif Kapadia                   | Tim Bevan, Eric Fellner, James Gay-Rees, Manish Pandey                                                                                  |            |
| Shame                                     | Steve McQueen                  | Emile Sherman, Abi Morgan, Iain Canning                                                                                                 |            |
| We Need to Talk About Kevin               | Lynne Ramsay                   | Jennifer Fox, Rory Stewart Kinnear, Luc Roeg, Robert Salerno                                                                            |            |
| 2013                                      |                                | |            |
| Skyfall                                   | Sam Mendes                     | Michael G. Wilson, Barbara Broccoli, Neal Purvis, Robert Wade, John Logan                                                               |            |
| Anna Karenina                             | Joe Wright                     | Tim Bevan, Eric Fellner, Paul Webster, Tom Stoppard                                                                                     |            |
| The Best Exotic Marigold Hotel            | John Madden                    | Graham Broadbent, Peter Czernin, Oliver Parker                                                                                          |            |
| Les Misérables                            | Tom Hooper                     | Tim Bevan, Eric Fellner, Debra Hayward, Cameron Mackintosh, William Nicholson, Alain Boublil, Claude-Michel Schönberg, Herbert Kretzmer |            |
| Seven Psychopaths                         | Martin McDonagh                | Graham Broadbent, Peter Czernin |            |
| 2014                                      |                                | |            |
| Gravity                                   | Alfonso Cuarón                 | David Heyman, Jonás Cuarón |            |
| Mandela: Long Walk to Freedom             | Justin Chadwick                | Anant Singh, David M. Thompson, William Nicholson                                                                                       |            |
| Philomena                                 | Stephen Frears                 | Gabrielle Tana, Steve Coogan, Tracey Seaward, Jeff Pope                                                                                 |            |
| Rush                                      | Ron Howard                     | Andrew Eaton, Peter Morgan |            |
| Saving Mr. Banks                          | John Lee Hancock               | Alison Owen, Ian Collie, Philip Steuer, Kelly Marcel, Sue Smith                                                                         |            |
| The Selfish Giant                         | Clio Barnard                   | Tracy O'Riordan |            |
| 2015                                      |                                | |            |
| The Theory of Everything                  | James Marsh                    | Tim Bevan, Eric Fellner, Lisa Bruce, Anthony McCarten                                                                                   |            |
| '71                                       | Yann Demange                   | Angus Lamont, Robin Gutch, Gregory Burke                                                                                                |            |
| Paddington                                | Paul King                      | David Heyman |            |
| Pride                                     | Matthew Warchus                | David Livingstone, Stephen Beresford |            |
| The Imitation Game                        | Morten Tyldum                  | Nora Grossman, Ido Ostrowsky, Teddy Schwarzman, Graham Moore                                                                            |            |
| Under the Skin                            | Jonathan Glazer                | James Wilson, Nick Wechsler, Walter Campbell                                                                                            |            |
| 2016                                      |                                | |            |
| Brooklyn                                  | John Crowley                   | Finola Dwyer, Amanda Posey e Nick Hornby                                                                                                |            |
| 45 Anos                                   | Andrew Haigh                   | Tristan Goligher |            |
| Amy                                       | Asif Kapadia                   | James Gay-Rees |            |
| The Danish Girl                           | Tom Hooper                     | Tim Bevan, Eric Fellner, Anne Harrison, Gail Mutrux e Lucinda Coxon                                                                     |            |
| Ex Machina                                | Alex Garland                   | Andrew Macdonald e Allon Reich |            |
| The Lobster                               | Yorgos Lanthimos               | Ceci Dempsey, Ed Guiney, Lee Magiday e Efthymis Filippou                                                                                |            |
| 2017                                      |                                | |            |
| I, Daniel Blake                           | Ken Loach                      | Rebecca O'Brien, Paul Laverty |            |
| American Honey                            | Andrea Arnold                  | Lars Knudsen, Pouya Shahbazian, Jay Van Hoy                                                                                             |            |
| Denial                                    | Mick Jackson                   | Gary Foster, Russ Krasnoff, David Hare                                                                                                  |            |
| Fantastic Beasts and Where to Find Them   | David Yates                    | J. K. Rowling, David Heyman, Steve Kloves, Lionel Wigram                                                                                |            |
| Notes on Blindness                        | Peter Middleton, James Spinney | Peter Middleton, James Spinney, Mike Brett, Jo-Jo Ellison, Steve Jamison                                                                |            |
| Zir-e Sayeh (Under the Shadow)            | Babak Anvari                   | Babak Anvari, Emily Leo, Oliver Roskill, Lucan Toh                                                                                      |            |
| 2018                                      |                                | |            |
| Three Billboards Outside Ebbing, Missouri | Martin McDonagh                | Graham Broadbent e Peter Czernin |            |
| Darkest Hour                              | Joe Wright                     | Tim Bevan, Lisa Bruce, Eric Fellner, Anthony McCarten, Douglas Urbanski                                                                 |            |
| The Death of Stalin                       | Armando Iannucci               | Kevin Loader, Laurent Zeitoun, Yann Zenou, Ian Martin, David Schneider                                                                  |            |
| God's Own Country                         | Francis Lee                    | Manon Ardisson, Jack Tarling |            |
| Lady Macbeth                              | William Oldroyd                | Fodhla Cronin O'Reilly, Alice Birch |            |
| Paddington 2                              | Paul King                      | David Heyman, Simon Farnaby |            |
| 2019                                      |                                | |            |
| The Favourite                             | Yorgos Lanthimos               | Ceci Dempsey, Ed Guiney, Lee Magiday, Deborah Davis e Tony McNamara                                                                     |            |
| Beast                                     | Michael Pearce                 | Kristian Brodie, Lauren Dark, Ivana MacKinnon                                                                                           |            |
| Bohemian Rhapsody                         | Bryan Singer                   | Graham King, Anthony McCarten |            |
| McQueen                                   | Ian Bonhôte                    | Peter Ettedgui, Andee Ryder, Nick Taussig                                                                                               |            |
| Stan & Ollie                              | Jon S. Baird                   | Faye Ward, Jeff Pope |            |
| You Were Never Really Here                | Lynne Ramsay                   | Lynne Ramsay, Rosa Attab, Pascal Caucheteux, James Wilson                                                                               |            |

### Década de 2020
| Ano                                   | Filme                          | Realizador(es)                                                                                     | Produtores |
| ------------------------------------- | ------------------------------ | -------------------------------------------------------------------------------------------------- | ---------- |
| 2020                                  |                                | |            |
| 1917                                  | Sam Mendes                     | Pippa Harris, Jayne-Ann Tenggren, Callum McDougall, Krysty Wilson-Cairns                           |            |
| Bait                                  | Mark Jenkin                    | Kate Byers, Linn Waite                                                                             |            |
| For Sama                              | Waad Al-Kateab & Edward Watts  | Waad Al-Kateab & Edward Watts                                                                      |            |
| Rocketman                             | Dexter Fletcher                | Adam Bohling, David Furnish, David Reid, Matthew Vaughn, Lee Hall                                  |            |
| Sorry We Missed You                   | Ken Loach                      | Rebecca O'Brien, Paul Laverty                                                                      |            |
| The Two Popes                         | Fernando Meirelles             | Jonathan Eirich, Dan Lin, Tracey Seaward, Anthony McCarten                                         |            |
| 2021                                  |                                | |            |
| Promising Young Woman                 | Emerald Fennell                | Ben Browning, Ashley Fox, Josey McNamara                                                           |            |
| Calm with Horses                      | Nick Rowland                   | Daniel Emmerson, Joe Murtagh                                                                       |            |
| The Dig                               | Simon Stone                    | Gabrielle Tana, Moira Buffini e Ellie Wood                                                         |            |
| The Father                            | Florian Zeller                 | Philippe Carcassonne, Jean-Louis Livi, David Parfitt, Christopher Hampton                          |            |
| His House                             | Remi Weekes                    | Martin Gentles, Edward King, Roy Lee                                                               |            |
| Limbo                                 | Ben Sharrock                   | Irune Gurtubai, Angus Lamont                                                                       |            |
| The Mauritanian                       | Kevin Macdonald                | Adam Ackland, Leah Clarke, Beatriz Levin, Lloyd Levin, Rory Haines, Sohrab Noshirvani, M.B. Traven |            |
| Mogul Mowgli                          | Bassam Tariq                   | Riz Ahmed, Thomas Benski, Bennett McGhee                                                           |            |
| Rocks                                 | Sarah Gavron                   | Ameenah Ayub Allen, Faye Ward, Theresa Ikoko, Claire Wilson                                        |            |
| Saint Maud                            | Rose Glass                     | Andrea Cornwell e Oliver Kassman                                                                   |            |
| 2022                                  |                                | |            |
| Belfast                               | Kenneth Branagh                | Laura Berwick, Becca Kovacik e Tamar Thomas                                                        |            |
| After Love                            | Aleem Khan                     | Matthieu de Braconier                                                                              |            |
| Ali & Ava                             | Clio Barnard                   | Tracy O'Riordan                                                                                    |            |
| Boiling Point                         | Philip Barantini               | Hester Ruoff, Bart Ruspoli e James Cummings                                                        |            |
| Cyrano                                | Joe Wright                     | Tim Bevan, Eric Fellner, Guy Heeley e Erica Schmidt                                                |            |
| Everybody's Talking About Jamie       | Jonathan Butterell             | Mark Herbert, Peter Carlton, Dan Gillespie Sells e Tom MacRae                                      |            |
| House of Gucci                        | Ridley Scott                   | Giannina Scott, Kevin J. Walsh, Mark Huffam, Roberto Bentivegna e Becky Johnston                   |            |
| Last Night in Soho                    | Edgar Wright                   | Tim Bevan, Eric Fellner, Nira Park e Krysty Wilson-Cairns                                          |            |
| No Time to Die                        | Cary Joji Fukunaga             | Barbara Broccoli, Michael G. Wilson, Neal Purvis, Robert Wade e Phoebe Waller-Bridge               |            |
| Passing                               | Rebecca Hall                   | Nina Yang Bongiovi, Forest Whitaker e Margot Hand                                                  |            |
| 2023                                  |                                | |            |
| The Banshees of Inisherin             | Martin McDonagh                | Martin McDonagh, Graham Broadbent e Peter Czernin                                                  |            |
| Aftersun                              | Charlotte Wells                | Mark Ceryak, Amy Jackson, Barry Jenkins e Adele Romanski                                           |            |
| Brian and Charles                     | Jim Archer                     | Jim Archer, Rupert Majendie, David Earl e Chris Hayward                                            |            |
| Empire of Light                       | Sam Mendes                     | Sam Mendes e Pippa Harris                                                                          |            |
| Good Luck to You, Leo Grande          | Sophie Hyde                    | Sophie Hyde, Debbie Gray, Adrian Politowski e Katy Brand                                           |            |
| Living                                | Oliver Hermanus                | Oliver Hermanus, Elizabeth Karlsen, Stephen Woolley e Kazuo Ishiguro                               |            |
| Roald Dahl's Matilda the Musical      | Matthew Warchus                | Matthew Warchus, Tim Bevan, Eric Fellner, Jon Finn, Luke Kelly e Dennis Kelly                      |            |
| See How They Run                      | Tom George                     | Tom George, Gina Carter, Damian Jones e Mark Chappell                                              |            |
| The Swimmers                          | Sally El Hosaini               | Sally El Hosaini, Tim Bevan, Tim Cole, Eric Fellner, Ali Jaafar e Jack Thorne                      |            |
| The Wonder                            | Sebastián Lelio                | Sebastián Lelio, Ed Guiney, Juliette Howell, Andrew Lowe, Tessa Ross, Alice Birch e Emma Donoghue  |            |
| 2024                                  |                                | |            |
| The Zone of Interest                  | Jonathan Glazer                | Jonathan Glazer, James Wilson e Ewa Puszczyńska                                                    |            |
| All of Us Strangers                   | Andrew Haigh                   | Andrew Haigh, Graham Broadbent, Peter Czernin e Sarah Harvey                                       |            |
| Rye Lane                              | Raine Allen-Miller             | Yvonne Isimeme Ibazebo, Damian Jones, Nathan Byron e Tom Melia                                     |            |
| Poor Things                           | Yorgos Lanthimos               | Ed Guiney, Andrew Lowe, Tony McNamara e Emma Stone                                                 |            |
| Scrapper                              | Charlotte Regan                | Charlotte Regan e Theo Barrowclough                                                                |            |
| How to Have Sex                       | Molly Manning Walker           | Molly Manning Walker, Emily Leo, Ivanna MacKinnon e Konstantinos Kontovrakis                       |            |
| The Old Oak                           | Ken Loach                      | Ken Loach, Rebecca O'Brien e Paul Laverty                                                          |            |
| Napoleon                              | Ridley Scott                   | Ridley Scott, Mark Huffam, Kevin J. Walsh e David Scarpa                                           |            |
| Saltburn                              | Emerald Fennell                | Emerald Fennell, Josey McNamara e Margot Robbie                                                    |            |
| Wonka                                 | Paul King                      | Paul King, Alexandra Derbyshire, David Heyman e Simon Farnaby                                      |            |
| 2025                                  |                                | |            |
| Conclave                              | Edward Berger                  | Tessa Ross, Juliette Howell, Michael A. Jackman e Peter Straughan                                  |            |
| Bird                                  | Andrea Arnold                  | Andrea Arnold, Tessa Ross, Juliette Howell e Lee Groombridge                                       |            |
| Blitz                                 | Steve McQueen                  | Steve McQueen, Tim Bevan, Eric Fellner e Anita Overland                                            |            |
| Gladiator II                          | Ridley Scott                   | Ridley Scott, Douglas Wick, Lucy Fisher, Michael Pruss, David Scarpa e Peter Craig                 |            |
| Hard Truths                           | Mike Leigh                     | Georgina Lowe                                                                                      |            |
| Kneecap                               | Rich Peppiatt                  | Trevor Birney, Jack Tarling, Naoise Ó Cairealláin, Liam Óg Ó Hannaidh e JJ Ó Dochartaigh           |            |
| Lee                                   | Ellen Kuras                    | Kate Solomon, Kate Winslet, Liz Hannah, Marion Hume, John Collee e Lem Dobbs                       |            |
| Love Lies Bleeding                    | Rose Glass                     | Andrea Cornwell, Oliver Kassman e Weronika Tofilska                                                |            |
| The Outrun                            | Nora Fingscheidt               | Sarah Brocklehurst, Dominic Norris, Jack Lowden, Saoirse Ronan e Amy Liptrot                       |            |
| Wallace & Gromit: Vengeance Most Fowl | Nick Park & Merlin Crossingham | Richard Beek e Mark Burton                                                                         |            |